# Ла-Сьєрпе (Іспанія)
Ла-Сьєрпе (ісп. La Sierpe) — муніципалітет в Іспанії, у складі автономної спільноти Кастилія-і-Леон, у провінції Саламанка. Населення — 44 особи (2010).
Муніципалітет розташований на відстані близько 180 км на захід від Мадрида, 38 км на південний захід від Саламанки.

## Демографія
Динаміка населення (INE ):